# Carl Friedrich Hampe
Carl Friedrich Hampe (Berlino, 13 luglio 1772 – 29 dicembre 1848) è stato un pittore e disegnatore tedesco.

## Biografia
Carl Friedrich Hampe fu ammesso come studente all''Accademia delle arti prussiana nel 1788; lì fu insegnato dal 1790 al 1794 da Johann Gottfriedtchen e successivamente da Johann Christoph Frisch e Johann Friedrich Wilhelm Wagner.
Nel 1796 fu pubblicata la serie di incisioni Scene dalla guerra dei sette anni basata sui suoi modelli; Nel 1798 fece scalpore con un Doppelporträt des preußischen Königpaars, Arm in Arm durch das Brandenburger Tor (doppio ritratto della coppia reale prussiana, che camminava a braccetto attraverso la Porta di Brandeburgo). I tentativi di realizzare da soli incisioni su rame non hanno avuto successo.
Dal 1810 presentò regolarmente dipinti ad olio alle mostre dell'Accademia, principalmente con architettura medievale, rendendolo uno dei primi rappresentanti del genere dell'architettura berlinese e della pittura d'interni.
Hampe era un autodidatta e intraprese numerosi viaggi a piedi, ad esempio in Slesia, Boemia, nell'Harz proprio per visitare monumenti antichi. L'influenza di Karl Friedrich Schinkel può essere chiaramente vista nelle composizioni architettoniche di Hampe.
Nel 1816 l'Accademia lo accettò come membro a pieno titolo; Nel 1823 divenne insegnante presso la scuola accademica di disegno, 1825 professore e ispettore dell'Accademia, 1828 membro del Senato.
La maggior parte delle opere di Hampe sono scomparse; sono sopravvissute solo quattro raffigurazioni di genere storicizzanti in possesso della Fondazione dei palazzi e dei giardini prussiani di Berlino-Brandeburgo. Nel 2013, la Galerie Bassenge di Berlino ha mostrato la sua opera Gotische Kirche am Meer.

## Galleria d'immagini

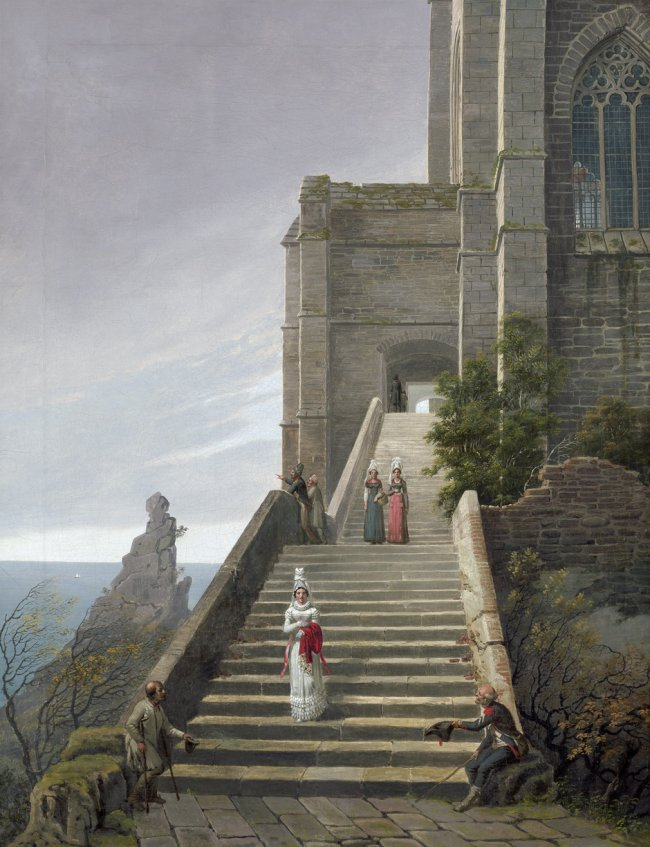
Gotische Kirche am Meer (1816)
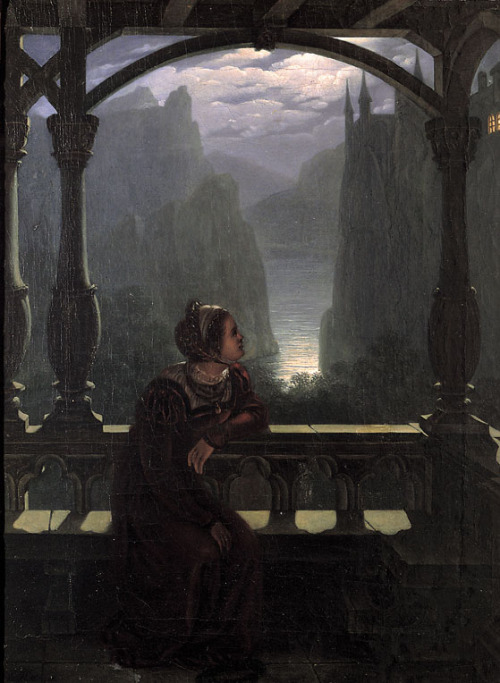
Ritterschloss im Mondschein (1817)
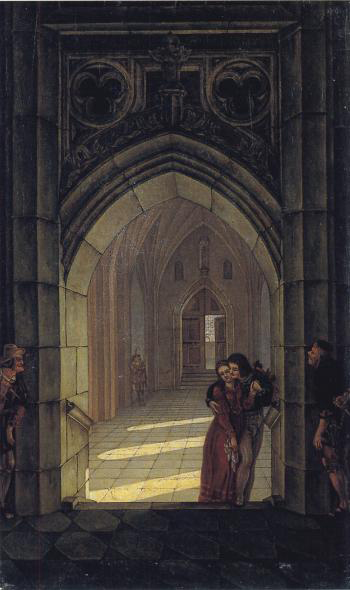
Bedrohtes Liebespaar (1817)
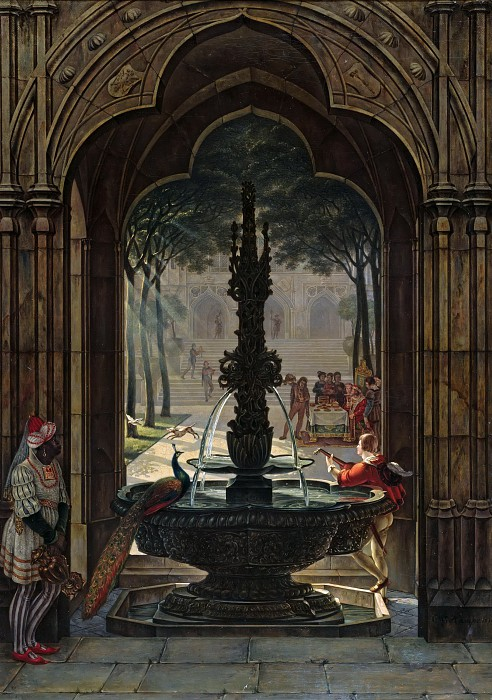
Cour avec fontaine (1819), Alte Nationalgalerie
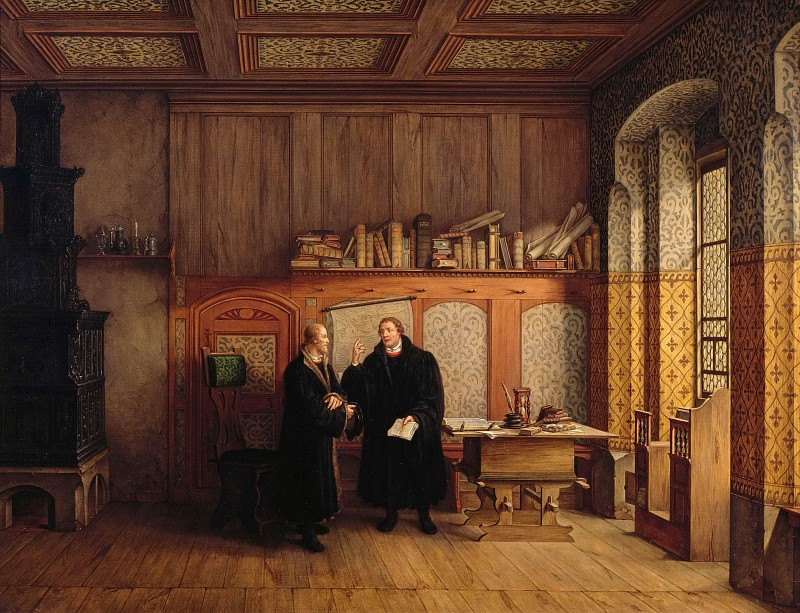
Luther room in Wittenberg. Luther and Melanchthon in conversation (1821), Alte Nationalgalerie